# منال عيسى
منال عيسى (بالفرنسية: Manal Issa) ممثلة لبنانية.

## حياتها
كانَت مَنال طالِبَة دراسات عليا في مَعهد أنجيه لِلعُلوم والهَندسة في أنجيه(ISTIA)، وصفت نفسها تجاه ألعاب الفيديو (" أنا متأثرة جداً بِألعاب الفيديو، أستطيع اللَّعب لِمُدة 7 ساعات في اليوم") وقع الاختيار عليها من المخرجة اللبنانية دانيال عربيد التي كانت تبحث عن شخص طبيعي لتجسيد واقع شاب لبناني وصل مؤخراً إلى فرنسا.

## الأفلام
- 2015: الخَوف مِنَ اللا شيء، دانيال عربيد: لينا.
- 2016: الموسيقى، برتراند بونيلو: صابرينا.
- 2022: السباحتان من إخراج سالي الحسيني

## الجوائز
- جائزة أفضل ممثلة في مهرجان الأقواس في ديسمبر 2015 «الخوف من اللا شيء».

## روابط خارجية
- منال عيسى على موقع IMDb (الإنجليزية)
- منال عيسى على موقع ألو سيني (الفرنسية)
- منال عيسى على موقع قاعدة بيانات الفيلم (الإنجليزية)
- قاعدة بيانات الأفلام على الإنترنت